# Floresdwergooruil
De floresdwergooruil (Otus alfredi) is een vogelsoort uit de familie van de strigidae (uilen). De soort werd in 1897 geldig beschreven als Pisorhina alfredi en als eerbetoon vernoemd naar Alfred Hart Everett. Het is een bedreigde, endemische vogelsoort op de kleine Soenda-eilanden.

## Kenmerken
De vogel is 19 tot 21 cm. Het is een kleine, in bossen levende uil. De kop, rug en vleugels zijn roodbruin met een patroon van witte vlekjes. De kruin is egaal roodbruin met twee oorpluimpjes. Op de schouder heeft deze uil een lichte vlekkerige streep. De vleugels zijn afwisselende roodbruin en wit gestreept, de staart is egaal roodbruin. De buik is wit en de borst heeft roodbruine vlekken. De iris, snavel en de poten zijn geel.

## Verspreiding en leefgebied
Deze soort komt voor op Flores. Het leefgebied bestaat uit bergwouden tussen de 1000 en minstens 1400 meter boven zeeniveau.

## Status
De floresdwergooruil heeft een beperkt verspreidingsgebied en daardoor is de kans op uitsterven aanwezig. De grootte van de populatie werd in 2016 door BirdLife International geschat op 250 tot 2500 volwassen individuen en de populatie-aantallen nemen af door habitatverlies. Het leefgebied wordt aangetast door ontbossing waarbij natuurlijk bos wordt afgebrand voor agrarisch gebruik  (zwerflandbouw) en de aanleg van wegen. Wat overblijft zijn stukjes bos op steile en lastig bereikbare stukken. Om deze redenen staat deze soort als bedreigd op de Rode Lijst van de IUCN.